# Filottrano
Filottrano é uma comuna italiana da região dos Marche, província de Ancona, com cerca de 9 282 habitantes. Estende-se por uma área de 70 km², tendo uma densidade populacional de 133 hab/km². Faz fronteira com Appignano (MC), Cingoli (MC), Jesi, Montefano (MC), Osimo, Santa Maria Nuova.

## Demografia
| Variação demográfica do município entre 1861 e 2011                               |
|                                                                                   |
| Fonte: Istituto Nazionale di Statistica (ISTAT) - Elaboração gráfica da Wikipedia |